# HD 159707
HD 159707，又名CD-4212327，SAO 228220、HR 6558，是一颗恒星，视星等为6.1，位于銀經347.32，銀緯-6.04，其B1900.0坐标为赤經17h 30m 57.9s，赤緯-42° -6.04′ 4″。